# Warner Silfversparre
Warner Wilhelm Silfversparre, född 7 augusti 1851 på Ekenäs slott, Blacksta socken, Södermanlands län, död 11 juli 1893 på Berg, Nacka socken, Stockholms län, var en svensk kapten, reproduktionstekniker, kemigraf och tecknare. 
Han var son till underlöjtnanten och friherre Carl Johan Oskar Gustaf Silfversparre och Nadeschda Silfversparre och från 1884 gift med Vilhelmina Stahre samt bror till Arent Silfversparre. Han blev underlöjtnant 1871, löjtnant 1878 och kapten vid Södermanlands regemente 1888. Vid sidan av sin militära tjänst ägnade sig under flera år i studier av moderna reproduktionsmetoder och företog ett flertal studieresor till olika litografiska och kemigrafiska anstalter i Paris, Wien och Berlin. Han var från 1882 anlitad som kartritare vid Centraltryckeriet i Stockholm och 1885 blev han chef för Centraltryckeriets fotokemiska avdelning som han för egen räkning övertog 1886 och drev till 1889 i Centraltryckeriets lokaler. 1889 flyttade han ut verksamheten till egna lokaler och namnändrade företaget till Warner Silfversparres grafiska anstalt. Från företaget utgavs en rad reproduktionsarbeten av mycket hög klass bland annat praktverken Med pensel och penna. En årsbok om svensk konst, Svenska porträtt, efter kopparstick i Nationalmuseum och Kung. biblioteket och Från skog och mark. Studier af Bruno Liljefors. Under sina sista levnadsår var han sjuklig och några månader före sin död utnämndes han till föreståndare för riksbankens sedeltryckeri. Förutom att Silfversparre var en skicklig grafisk yrkesman producerade han sig med konstnärliga handteckningar. Silfversparre är representerad vid Nationalmuseum, Stockholm. Makarna Silfversparre är begravda på Norra begravningsplatsen utanför Stockholm.